# Manuel José Gomes Loureiro
Manuel José Gomes Loureiro (Vila Nova de Famalicão, Sezures – 8 de Maio de 1855) foi um jurista e magistrado português, que foi Juiz de Fora em várias Colónias Portuguesas.

## Biografia
Depois da sua Formatura em Leis e Filosofia pela Faculdade de Leis e pela Faculdade de Letras da Universidade de Coimbra, a 5 de Julho de 1792, foi nomeado e despachado Juiz de Fora de Alcoutim, a 29 de Maio de 1794, donde passou para Ouvidor e também nomeado Juiz da Alfândega e Provedor "dos defuntos e ausentes" em Moçambique, em 1798, e, depois, nomeado como Juiz Desembargador do Tribunal da Relação de Goa, em 1801 ou 1802, sendo, também, nomeado para servir na Índia de Ouvidor Geral do Cível, Procurador da Coroa e Fazenda, Juiz dos Feitos da Santa Casa da Misericórdia, Procurador do Fisco, Juiz da Alfândega, um dos Claviculários dos Cofres da Sucessão, Secretário e Conselheiro do Governo e, interinamente, de Chanceler, durante a sua estadia ali.
Mudou-se para o Brasil com a vinda da Família Real Portuguesa, nomeado em 1809 ou 1810 como Juiz Desembargador dos Agravos da Casa da Suplicação do Brasil, retornando para a Índia em 1812 como Chanceler do Tribunal da Relação de Goa.
Em 1821, após as agitações em Portugal, o 1.° Conde do Rio Pardo é deposto e assume em seu lugar uma Junta, formada pelos Marechais Joaquim Manuel Correia da Silva e Gama e Manuel Godinho de Mira, Gonçalo de Magalhães Teixeira Pinto e Manuel Duarte Leitão.
Voltando ao Reino, desempenhou outros cargos e chegou a Juiz Conselheiro do Supremo Tribunal de Justiça. Em 1826, passa a servir no Conselho do Ultramar.
Escreveu:
- Memorias dos estabelecimentos Portuguezes a l'Este do Cabo da Boa Esperança", Lisboa, 1835[5] sobre os regimentos das Colónias Portuguesas no Oriente[2]
- Aditamento às Memorias dos estabelecimentos Portuguezes a l'Este do Cabo da Boa Esperança, em que se referem algumas particularidades de Macau, Lisboa, 1836[5]